# 秦野中井インターチェンジ

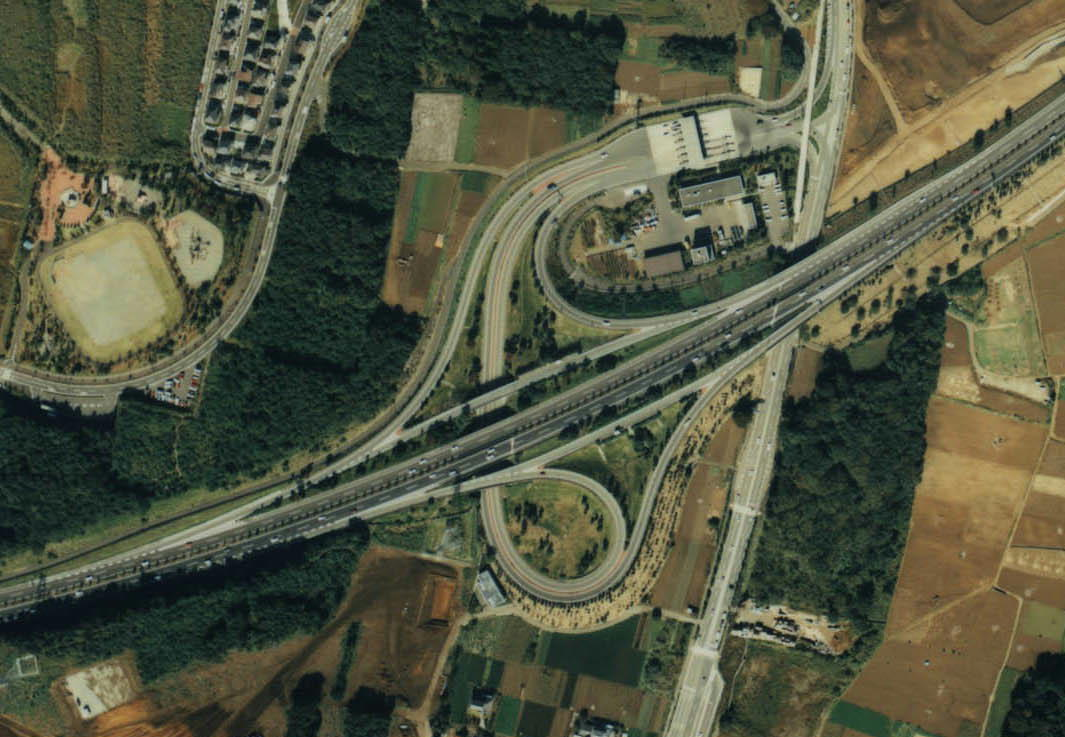
秦野中井インターチェンジ上空。1988年度 右が東京方面

秦野中井インターチェンジ（はだのなかいインターチェンジ）は、神奈川県秦野市に所在する東名高速道路のインターチェンジ (IC) である。東名高速道路では湘南地域で唯一のインターチェンジとなっており、相模湾から最も近い位置に所在する。
同じ場所にある秦野バスストップ (BS) についてもここで記述する。

## 道路
- E1 東名高速道路（5-2番）

## 接続する道路
- 直接接続
  - 神奈川県道71号秦野二宮線
- 間接接続
  - 国道246号（厚木秦野道路・計画）

## 歴史
当初、「秦野IC」となる予定だったが、ICの一部が中井町に位置していることから、名称を「秦野中井IC」とすることになった。
- 1969年（昭和44年）6月10日 ： バス・ストップを開設。
- 1981年（昭和56年）4月25日 ： バス・ストップに併設してインターチェンジを開設。
- 2019年（平成31年）3月17日 ： 新東名高速道路 厚木南IC - 伊勢原JCT間の開通に伴い、当IC番号を「5-1」から「5-2」に変更。
  - 伊勢原JCTが当ICから起点寄り（東京方面）に設置されたためである。

## 料金所
- ブース数 : 7

### 入口
- ブース数 : 3
  - ETC専用 : 1
  - ETC/一般 : 1
  - 一般 : 1

### 出口
- ブース数 : 4
  - ETC専用 : 2
  - 一般 : 2

## 秦野バスストップ
秦野バスストップ（はだのバスストップ）は、秦野中井ICと同じ場所にあるバス停留所である。旅客案内上では東名秦野（とうめいはたの/とうめいはだの）と称する（「とうめいはだの」は小田急ハイウェイバスでの読み方である）。
秦野中井ICの開設後は、同ICのランプに取り囲まれる形となっている。

### 停車する路線
- JR東名ハイウェイバス 急行便（東京 - 御殿場 - 静岡）
- 小田急ハイウェイバス（新宿 - 御殿場 - 箱根）
- 羽田空港・横浜駅 - 御殿場・箱根（小田急ハイウェイバス、京浜急行バス共同運行）
- 杉崎高速バス（東京 - 名古屋/大阪・鳥取/三宮・岡山）（小田原 - 福井/金沢・富山）

### 距離
- 東京駅から67.9 km
- 新宿駅から64.3 km

## 周辺
秦野市と足柄上郡中井町の境界付近に位置しており、秦野BSが設置されていた場所にICを追設された。IC開設に合わせて神奈川県道71号秦野二宮線の新道が整備された。
IC及びBSに近接して神奈川県道71号秦野二宮線上に神奈川中央交通バス「東名秦野」バス停がある。
- ICを出て左折（秦野市方面）
  - 秦野盆地
  - 秦野駅
  - 国道246号
  - 丹沢
  - 震生湖
  - 秦野市立南が丘小学校
  - 秦野市立南が丘中学校
- ICを出て右折（中井町方面）
  - グリーンテクなかい（工業団地）
  - 二宮町
  - 国道1号
  - 大磯丘陵
  - 西湘二宮インターチェンジ
  - 二宮インターチェンジ

## 隣
E1 東名高速道路
(5) 厚木IC - (5-1) 伊勢原JCT - 伊勢原BS - (5-2) 秦野中井IC/秦野BS - 中井PA - 大井BS - (6) 大井松田IC

## 注記
1. ↑  空中写真が撮影された1988年頃は東名の本線は片側2車線だったが、現在は片側3車線に拡張されている。